# Дхармачакра
Дхармачакра, или Дхармашакра (санскр. धर्मचक्र, IAST: dharmacakra «дхармы колесо», «колесо закона», на языке пали — дхаммачакка), — буддистский символ дхарм (законов космического мироздания) и учения Будды о пути к просветлению, освобождению от кармических перерождений в сансаре. Традиционно изображается в виде стилизованного колеса с восемью спицами. Именуется благой (благородной) эмблемой буддизма — одной из восьми его «драгоценностей» (аштамангала) .

## Значение
Обычно восемь спиц трактуются как изображение составляющих Благородного восьмеричного пути.
На некоторых изображениях по бокам Колеса стоят две газели как символ буддийской проповеди. Это связано с преданием, зафиксированном в «Дхармачакра-правартана-сутре» (пали: Дхаммачакка-паваттана-сутта) (Сутра великого поворота Колеса Учения), согласно которому первой проповеди Будды внимали пять аскетов (ранние сподвижники Будды Сиддхартхи Гаутамы Шакьямуни) и две газели.
Изображение бхавачакры — другого визуально сходного широко известного символа в виде колеса сансары (санскр. «блуждание», «круговорот») демонстрирует бесконечное круговращение бытия, характеризующееся рождением, смертью и новым рождением в различных местопребываниях.

## Буддизм
История буддизма в Индии традиционно разделяется буддистами на три периода, получивших название «Три поворота дхармачакры». Вращение колеса символизирует изложение и объяснение Закона для спасения всех живых существ. Таким образом, Будда является «вращателем колеса» (Чакравартин).
Первый поворот относят ко времени, когда Будда Шакьямуни произнёс свою бенаресскую проповедь, получившую название «Сутра запуска дхармачакры» («Дхармачакра-правартана-сутра»).
Второй поворот связывают с появлением праджняпарамитских сутр, третий — с возникновением учения виджнянавады.

### Поворот Колеса Дхармы
По воззрениям тхеравады Будда единожды повернул колесо дхармы в Оленьем парке в Сарнаттхе, близ Варанаси, произнеся свою первую проповедь Дхаммачаккапаваттана сутту для пятерых аскетов. Второй и третий повороты, согласно воззрениям тхеравады, не признаются таковыми.

### Три поворота колеса дхармы
По воззрениям школ махаяны Будда три раза поворачивал Колесо Дхармы: это значит, что он дал три больших цикла поучений, которые соответствуют различным способностям учеников и показывают им путь к непреходящему счастью. Начиная с этого времени, в распоряжении всех, кто живёт в эпоху после появления Будды, есть методы, при помощи которых можно достичь совершенного состояния полного Просветления.
По воззрениям наиболее древней нереформированной школы тхеравада, Будда поворачивал Колесо Учения только один раз, во время произнесения Дхармачакра-правартана сутты в Варанаси. Дальнейшие повороты тхеравада относит к позднейшим изменениям первоначальной доктрины.
- Первый поворот колеса дхармы

Будда учил, в основном, Четырём благородным истинам и закону кармы, которые объясняют нашу ситуацию в круговороте существования и утверждают возможность освобождения от всех страданий и причин страданий. В первом цикле поучений говорится, главным образом, о внешнем поведении, которому соответствует нравственный кодекс монаха или монахини. Если соотнести эти циклы поучений с различными направлениями буддизма, тогда можно сказать, что первый цикл поучений Будды является основой для традиции тхеравады.
- Второй поворот колеса дхармы

Будда дал поучения об относительной и абсолютной истине, а также — о взаимозависимом возникновении (Пратитья-самутпаде) и пустоте (шуньяте). Он показал, что вещи, которые появляются в соответствии с законом причины и следствия (карма), по своей природе свободны от действительного, независимого существования. Во втором цикле поучений говорится о внутреннем настрое, которому соответствует кодекс поведения мирянина или мирянки, берущих на себя ответственность за других, например, за семью или за какие-либо социальные группы. Этот цикл поучений Будды является основой для Великой Колесницы (Махаяны).
- Третий поворот колеса дхармы

Были даны поучения о присущей всем существам Просветленной природе (Природе Будды), содержащей все совершенные качества и изначальную мудрость Будды. В этом цикле поучений говорится об аспектах восьмеричного пути, соответствующих нравственному кодексу йогинов, которые соединяют чистый взгляд на вещи с постоянной практикой. Третий цикл поучений Будды является основой для Великой Колесницы (Махаяны) и Колесницы Тантры (Ваджраяны).

## Даосизм
После проникновения буддизма в Китай и его дальнейшего взаимодействия с даосизмом, некоторые буддийские образы и символы были заимствованы даосами, в том числе и «дхармачакра».
Например, в сочинении Чжао Бичэня (кит. 性命法诀明指) девятая глава называется «Самовращение дхармачакры». В системе даосизма под дхармачакрой подразумевается не дхармическая идея, а малый небесный круг (кит. 小周天) циркуляции ци по каналам ду-май и жэнь-май.

## Дхармачакра в государственной символике
Дхармачакра расположена по центру современного флага Индии и на её гербе, на гербе Монголии и Шри-Ланки и на некоторых исторических, региональных и национальных флагах (флаг Сиккима, Флаг цыган).
- Флаг Индии
- Герб Индии
- Герб Монголии
- Герб Шри-Ланки
- Флаг Сиккима
- Флаг цыган